# Nationalsozialistischer Lehrerbund
Nationalsozialistischer Lehrerbund (NSLB) (Nederlands: Nationaalsocialistische Lerarenbond) werd op 21 april 1929 opgericht. Vanaf 1933 ontwikkelde het zich tot de enige lerarenorganisatie in de nazi-staat, en bestond tot 1943. De oprichter en eerste leider was voormalig onderwijzer Hans Schemm, de gouwleider van Bayreuth. In 1935 werd Schemm opgevolgd door Fritz Wächtler.

## Organisatie en Richting
Deze organisatie zag zichzelf als "de gezamenlijke inspanning van alle personen die zichzelf als leraar zagen of als opvoeder gezien wilden worden, onafhankelijk van achtergrond of opleiding en van het type onderwijsinstelling". Het doel was om het nazi-wereldbeeld en de basis te maken van al het onderwijs en vooral van het onderwijs. Om dit te bereiken probeerde het invloed uit te oefenen op het politieke standpunt van opvoeders en drong het aan op de verdere ontwikkeling van hun geest langs nazi-lijnen. Georganiseerde bergexcursies in plaatsen die Reichsaustauschlager (vrije vertaling: uitwisselingskampen van het Rijk) werden genoemd, werden gezien als helpend bij dit doel.

## Organisatiestructuur
De NSLB had de volgende organisatiestructuur:
Rijksambtsleider: Hans Schemm (1929–1935), respectievelijk Fritz Wächtler (1935–1943)
| Stafleider/gedelegeerd bestuurder (tot augustus 1936): Max Kolb Hoofdafdeling Opvoeding en Onderwijs: Georg Roder tot het voorjaar 1935, Hans Stricker (geb. 1897) Scholing: Carl Wolf Literatuur: Paul Georg Herrmann, vanaf 1942 Walter Arnold | Organisatie/Geschäftsführer (1936-42): Heinrich Friedmann (gesneuveld 1942) Pers en propaganda: Heinrich Hansen, vanaf 1939 Walter Arnold Economisch en juridisch: Andreas Tränkenschuh Penningmeester: Hugo Jünger |

Voor individuele vakken, interdisciplinaire gebieden of de schoolsoorten, werden meestal in nevenbetrekking, rijksadministratiefmedewerker en rijksvakgroepsleider (ook bekend als rijksadministrateurs). Vaak voormalige functionaris uit opgeheven vakverenigingen, waaraan op gouw-niveau een gouw-administratiefmedewerker en daaronder een districtssecretaris was toegewezen.:
| Oude talen: Friedrich Eichhorn Duits: Alfred Huhnhäuser Moderne vreemde talen: Heinrich Fischer Rassenvraagstukken: Karl Zimmermann Filosofie, psychologie, pedagogiek: Johann Baptist Rieffert Geschiedenis: Moritz Edelmann Aardrijkskunde: Albrecht Burchard, vanaf 1940 Friedrich Knieriem Geopolitiek: Johann Ulrich Folkers Maatschappijleer: Walther Wallowitz (1904–1943) Muzische vorming: Herrmann Dames, Robert Böttcher Muzikale vorming: Karl Landgrebe Lichamelijke opvoeding: Hans Berendes (tot 1939), Albert Hirn (plv.), Otto Stadermann (vanaf 1942) Spreekonderwijs: Fritz Gerathewohl Schrift, schrijven, eerste les: Friedrich Sammer Vrouwelijk opvoeding: Auguste Reber-Grube Huishouding: Grete Buck (handwerk) | Biologie en natuurkunde: Ernst Lehmann Wiskunde en natuurwetenschap: Kuno Fladt (vanaf 1937) Fysica: Karl Hahn (vanaf 1936) Rijksvakgroep I hogeschool: Joachim Haupt (als Nationaalsocialistische Duitse Docentenbond in 1935 afgescheiden) Rijksvakgroep II hogere scholen: Rudolf Benze, vanaf 1936 Karl Frank Rijksvakgroep III middelbare school: Nikolaus Maaßen Rijksvakgroep IV lagere school: Ernst Bargheer Rijksvakgroep V school voor buitengewoon onderwijs: Paul Ruckau, vanaf 1938 Fritz Zwanziger, Groep school voor b.l.o.: Alfred Krampf Groep blind; doofstom; instellingsscholen Rijksvakgroep VI beroeps- en technische scholen: Walter Pipke (1899) Rijksvakgroep VII sociaal-pedagogische beroepen: Hans Volkelt 1934-1938 Groep Ki Ho Ju Elisabeth Noack; Groep onderwijsinstelling Luchtvaart en luchtbescherming: Edgar Winter Terreinsport en opvoeding tot militaire weerbaarheid: Erhard Linß (1898-1975), Oberstudiendirektor (OStD) in Kamenz Vormingscentrum voor scholieren: Rudolf Nicolai tot oktober 1935 Schoolradio: Georg Brendel |

De machtige "Rijksreferent voor de Vrouwelijk opvoeding" in de vereniging was Auguste Reber-Gruber, een van de vier leidende vrouwelijke nazi-functionarissen.
In juli 1935 werd het aanvankelijk georganiseerde universitaire onderwijzend personeel afgesplitst, en samengevoegd in de Nationaalsocialistische Duitse Docentenbond (NSDDB).